# Cotinga encaputxada
La cotinga encaputxada (Carpornis cucullata) és un ocell de la família dels cotíngids (Cotingidae).

## Hàbitat i distribució
Habita boscos i selva del sud-est del Brasil.